# Siproeta trayja
Siproeta trayja är en fjärilsart som beskrevs av Jacob Hübner 1816/24. Siproeta trayja ingår i släktet Siproeta och familjen praktfjärilar. Inga underarter finns listade i Catalogue of Life.